# Блумінгтон (Іллінойс)
Блумінгтон (англ. Bloomington) — місто (англ. city) в США, в окрузі Маклейн штату Іллінойс. Населення — 78 680 осіб (2020).

## Географія

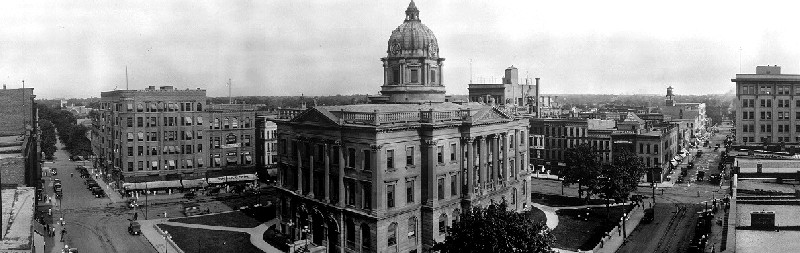
Панорама Блумінгтона (1914)

Блумінгтон розташований за координатами 40°28′33″ пн. ш. 88°58′12″ зх. д. / 40.47583° пн. ш. 88.97000° зх. д. (40.475777, -88.969912).  За даними Бюро перепису населення США в 2010 році місто мало площу 70,52 км², з яких 70,49 км² — суходіл та 0,02 км² — водойми.
Розташований по сусідству з містом Нормал, разом їх називають «містами-побратимами», «Блумінгтон-нормаль», «БіНорм» та ін. Блумінгтон знаходиться в самому серці Центрального Іллінойсу, приблизно за 200 км на північний захід від Чикаго, 250 км на північний схід від Сент-Луїса і за 100 км на північний схід від столиці штату — Спрінгфілда.

## Демографія
Згідно з переписом 2010 року, у місті мешкало 76 610 осіб у 31 663 домогосподарствах у складі 18 872 родин. Густота населення становила 1086 осіб/км².  Було 34339 помешкань (487/км²).
Расовий склад населення:
| - 77,5 % — білих - 10,1 % — чорних або афроамериканців - 7,0 % — азіатів - 0,3 % — корінних американців - 2,2 % — осіб інших рас |

До двох чи більше рас належало 2,9 %. Частка іспаномовних становила 5,6 % від усіх жителів.
За віковим діапазоном населення розподілялося таким чином: 24,5 % — особи молодші 18 років, 65,5 % — особи у віці 18—64 років, 10,0 % — особи у віці 65 років та старші. Медіана віку мешканця становила 34,1 року. На 100 осіб жіночої статі у місті припадало 94,8 чоловіків;  на 100 жінок у віці від 18 років та старших — 92,0 чоловіків також старших 18 років.
Середній дохід на одне домашнє господарство  становив 84 298 доларів США (медіана — 62 254), а середній дохід на одну сім'ю — 105 296 доларів (медіана — 82 026). Медіана доходів становила 60 930 доларів для чоловіків та 39 268 доларів для жінок. За межею бідності перебувало 12,7 % осіб, у тому числі 15,1 % дітей у віці до 18 років та 8,2 % осіб у віці 65 років та старших.
Цивільне працевлаштоване населення становило 40 660 осіб. Основні галузі зайнятості: фінанси, страхування та нерухомість — 24,4 %, освіта, охорона здоров'я та соціальна допомога — 24,4 %, науковці, спеціалісти, менеджери — 11,3 %, роздрібна торгівля — 9,6 %.